# Façade (1958)
Façade (Zweeds: Ansiktet) is een film van de Zweedse regisseur Ingmar Bergman uit het jaar 1958.
De film werd destijds uitgebracht als Het gezicht in Nederland en België. Bij latere commerciële uitgaven werd gekozen voor de titel Façade.

## Verhaal
De magiër Albert Vogler trekt door het Zweden van de 19e eeuw en vermaakt er het volk met goochelarij en kwakzalverij. Vogler moet in Stockholm zijn kunsten vertonen voor de autoriteiten, omdat de arts Vergérus hem van oplichterij beschuldigt. Dokter Vergérus ontmaskert hem op wrede wijze als een charlatan, maar Vogler zint op wraak en bezorgt hem de schrik van zijn leven.

## Rolverdeling
| Acteur             | Personage                 |
| ------------------ | ------------------------- |
| Max von Sydow      | Dr. Albert Emanuel Vogler |
| Ingrid Thulin      | Manda Vogler              |
| Gunnar Björnstrand | Dr. Anders Vergerus       |
| Naima Wifstrand    | Grootmoeder               |
| Bengt Ekerot       | Johan Spegel              |
| Bibi Andersson     | Sara                      |
| Gertrud Fridh      | Ottilia Egerman           |
| Lars Ekborg        | Simson                    |
| Toivo Pawlo        | Frans Starbeck            |
| Erland Josephson   | Consul Abraham Egerman    |
| Åke Fridell        | Tubal                     |
| Sif Ruud           | Sofia Garp                |
| Oscar Ljung        | Antonsson                 |
| Ulla Sjöblom       | Henrietta Starbeck        |
| Axel Düberg        | Rustan                    |